# Slavíčský tunel
Slavíčský tunel nebo také Ferdinandův tunel je technická památka, která se nachází v obci Slavíč. Jedná se o opuštěný železniční tunel, který je 258,9 metrů dlouhý a 6 metrů vysoký.

## Historie
Trať měla být původně vedena v zářezu hlubokém 12 m, kvůli nestabilnímu geologickému podloží navrhl vrchní inženýr Karel Hummel vybudování otevřeného tunelu v délce 258,9 m. V srpnu 1845 byl projekt schválen a zahájena stavba z kamenných kvádrů s portály završenými atikovými nástavci. Tunel byl dán do provozu v roce 1847 jako součást úseku Lipník nad Bečvou – Bohumín na Severní dráze císaře Ferdinanda (nyní součást trati Přerov–Bohumín); tunel fungoval obousměrně až do roku 1873. Byla postavena druhá kolej na jih od obce, po této koleji se jezdilo do Bohumína; do Rakouska se jezdilo stále tunelem. Tunel chátral a společnost nechtěla do tunelu příliš investovat, postavila druhou kolej ke koleji z roku 1873; to se stalo roku 1895. Tunel patřil drahám až do roku 1925, kdy byl převeden po správu obce Slavíč. V následujícím století byl tunel využíván mj. jako skladiště brambor a v 60. letech 20. století se dokonce uvažovalo o jeho znovu zprovoznění vedením třetí koleje hlavní tratě.

## Zajímavost

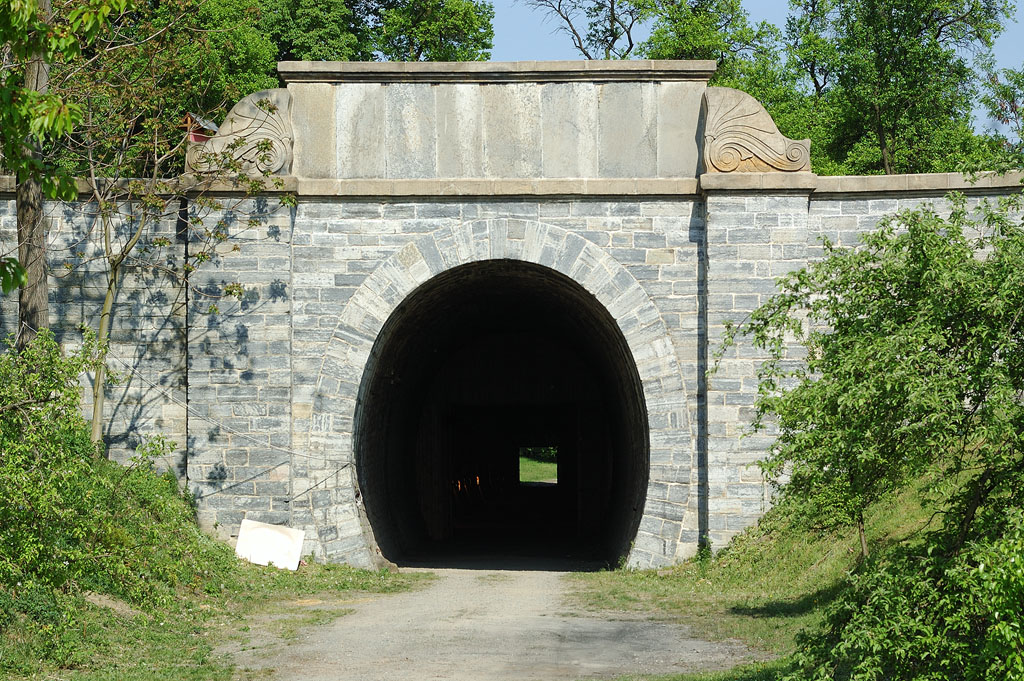
Slavíčský tunel, západní portál

Panuje legenda, že byl tunel postaven na příkaz císaře Ferdinanda I., který prý řekl, že železnice bez tunelu není železnice. Tato informace se však nezakládá na pravdě; podobnou lež zopakovali autoři celostátního filmového týdeníku v roce 1963 v rubrice Náš fejeton, kde tunel propagandisticky posloužil k nepřímému tepání dobových nešvarů svou závěrečnou větou: „Ruku na srdce, milí přátelé – nestavíte i vy ještě dneska někdy někde podobné tunely?“